# Белоглава калифорида
Белоглава калифорида (Chrysomya albiceps) са вид насекоми от семейство Calliphoridae. Имат голямо медицинско значение в качеството си на причинител на миаза в Африка и Америка, както и като унищожител на ларви на други мухи.